# Parevania schoenlandi
Parevania schoenlandi är en stekelart som först beskrevs av Cameron 1905.  Parevania schoenlandi ingår i släktet Parevania och familjen hungersteklar. Inga underarter finns listade i Catalogue of Life.